# Der Räuberhauptmann von Köpenick und seine Begnadigung

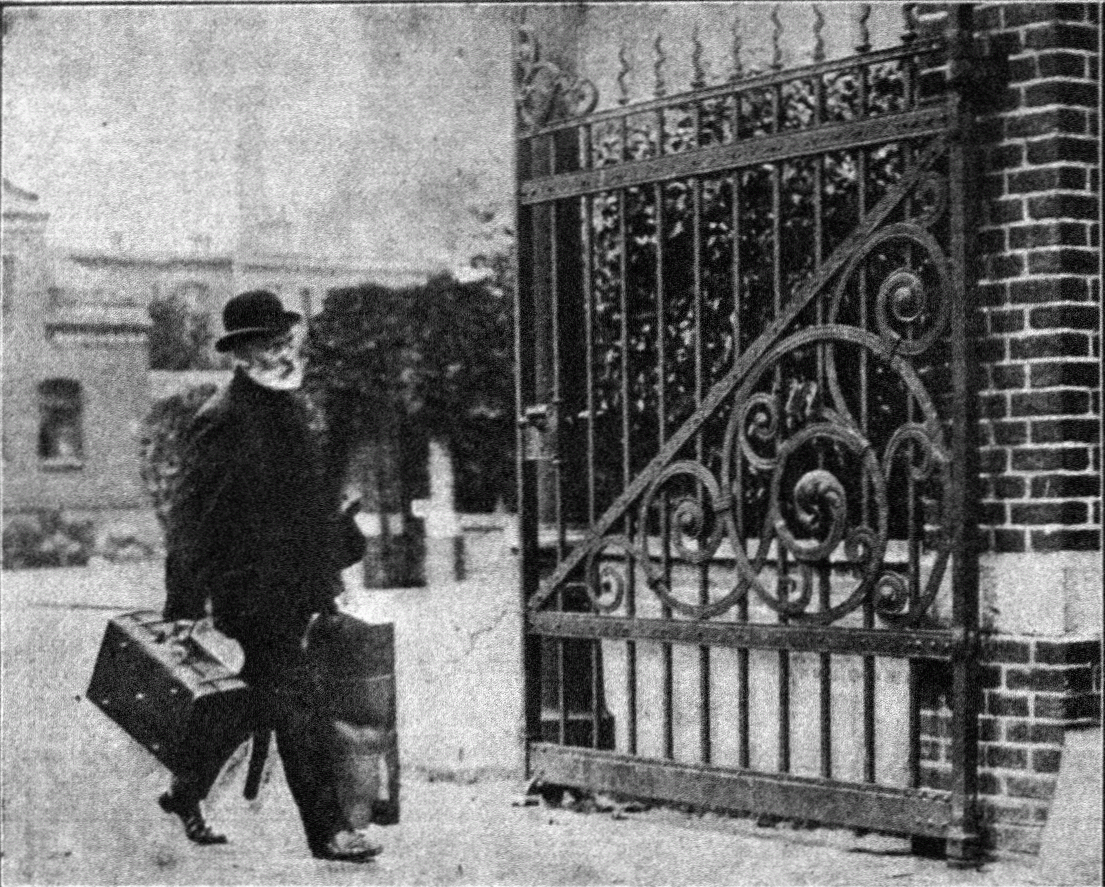
Voigt verlässt die Strafanstalt Tegel

Der Räuberhauptmann von Köpenick und seine Begnadigung ist der Titel einer deutschen Stummfilmreportage von 1908.

## Hintergrund
Produziert wurde der Film von der Internationalen Kinematographen- und Lichteffekt GmbH Berlin in einem Akt auf 50 Metern, was ca. drei Minuten entspricht. Als Kameramänner fungierten Karl Jaensch und Franz Mletzko. Gedreht wurde vor dem Strafgefängnis Tegel. Der Film zeigt authentische Bilder des Schuhmachers Wilhelm Voigt am Tag seiner Haftentlassung am 16. August 1908. Tags zuvor war ein Gnadenerlass von Kaiser Wilhelm II. unterzeichnet worden. Die Polizei Berlin belegte den Film am 16. November 1908 mit einem Aufführungsverbot. Auch andere Filmfirmen, wie etwa die von Alfred Duskes und die Deutsche Bioscop brachten ähnliche Reportagen, ob diese dann auch verboten wurde, konnte nicht festgestellt werden.